# Нижнекалинов
Нижнекали́нов — хутор в Константиновском районе Ростовской области России.
Входит в Почтовское сельское поселение.

## Население
| 2010 |
| ---- |
| 439  |

## Улицы
| - ул. Калинина - ул. Ключевая - ул. Лермонтова - ул. Мира - ул. Набережная | - ул. Победы - ул. Пушкина - ул. Садовая - ул. Степная - ул. Шолохова |